# サーシャ・オグネノヴスキ
サーシャ・オグネノヴスキ（英語: Saša Ognenovski、マケドニア語: Саша Огненовски、1979年4月3日 - ）は、オーストラリア出身のサッカー選手。マケドニア系オーストラリア人。
Kリーグ時代の登録名はサーシャ（ハングル: 사샤）。

## 経歴
オーストラリア国内の下部チームなどを転々とした後、2006年にAリーグのクイーンズランド・ロアーFCに移籍。2008年途中からアデレード・ユナイテッドFCに移籍し、同年のAFCチャンピオンズリーグ決勝進出に貢献した。
2009年から韓国・Kリーグの城南一和天馬に移籍。移籍金は285,000豪ドル。2010シーズンはKリーグ史上初の外国人主将 としてチームをまとめ、この年のAFCチャンピオンズリーグの優勝に貢献。大会MVPに加え、アジア年間最優秀選手賞を受賞した。
2012年7月、カタールのウム・サラルSCに移籍。2014年2月にシドニーFCと契約を果たした。母国復帰は5年振りとなる。
ナショナルチームではオーストラリア代表に所属する。2009年、オグネノブスキはマケドニア代表からの招集を受けるも、国籍問題もあって試合には出場できなかった。その後、城南での活躍がオーストラリア代表監督のホルガー・オジェックに認められ、2010年秋に初めてA代表として招集された。続くAFCアジアカップ2011の代表チーム入りも果たし、準決勝の対ウズベキスタン戦で代表初ゴールを決めた。

## 獲得タイトル
- アジア年間最優秀選手賞 - 2010
- AFCチャンピオンズリーグMVP - 2010
- Kリーグベストイレブン - 2010